# Pongo (peuple)
Pour les articles homonymes, voir Pongo.
Les Pongo sont un peuple bantou du Cameroun appartenant au groupe des sawa qui habitent le littoral camerounais.  
Ils sont principalement implantés  dans l'arrondissement de Dibombari, dans le département du Moungo où ils cohabitent avec le peuple Mpoo (Bakoko) ainsi que d'autres ethnies qui y sont minoritaires.  
Il existe des liens historiques, des similarités linguistiques et des liens de parenté avec les ethnies Duala  et Mungo dont ils sont voisins, ainsi qu'avec d'autres peuples de l'aire culturelle sawa.  
Les Pongo parlent une langue proche de la langue Duala appelée Pongo. 

## Ethnonyme
Les Pongo sont désignés par eux-mêmes et leurs voisins par « Pongo ».Ce terme dériverait du nom de l'ancêtre fondateur de la tribu, Epongè, fils de Mbedi, l'ancêtre commun des Sawa. Dans la langue Duala, l’expression « pongo » signifie « nord ». Ceci est probablement dû au fait que les Pongo sont installés au nord de la ville de Douala. Les Pongo, culturellement proches des Duala, ne doivent pas être confondus avec les Pongo-Songo, un autre peuple Sawa de la Sanaga-Maritime plus proches des Malimba.

## Histoire
Le peuple Pongo partage une histoire commune avec les autres peuples dits "Sawa", notamment les Duala, Malimba, Mongo, Ewodi (Oli), Bodiman, Bakweri, Bojongo, Jebale, Batanga, Banoho, Benga, Bapuku.
En effet selon les traditions orales, ces peuples auraient pour ancêtre fondateur Mbèdi, fils de Mbongo. Ce dernier aurait commencé la migration depuis le Gabon ou le Congo à partir de la région Bakota. Ils auraient ensuite atteint la localité de Piti, près de la Dibamba. À partir de là, la descendance Mbèdi aurait immigré vers la région de Douala originellement occupée par les populations Bakoko et Bassa, et le Moungo.
Au sein de la descendance de Mbèdi, figurerait Ewalè, ancêtre des Douala, Ilimbe, celui des Malimba, Mongo celui des Mongo et enfin Epongè, ancêtre fondateur de la tribu Pongo.
La tribu Pongo, occupant autrefois des villages épars, fut regroupée par la force par les colons allemands dans une région qu'ils appelèrent par la suite Dibombari (« voici le paquet », en langue pongo), et qui est actuellement leur principale implantation.

## Langue
Les Pongo parlent une langue proche de la langue Duala appelé Pongo, et les deux langues sont mutuellement intelligibles. 
Les jeunes Pongo peuvent généralement aller d'un dialecte à l'autre, alors que pour les Duala ceci n'est pas forcément vrai, à cause d'un manque d'exposition à cette variante moins répandue. 

## Culture
La culture Pongo originelle a pratiquement disparu à cause de la modernité. Du moins il reste des célébrations communes aux autres peuples Sawabantu telle que le Ngondo (un festival annuel).

## Personnalités ayant des origines Pongo
- La chanteuse Coco Mbassi[5]
- Le chanteur Ekambi Brillant[6]
- Le chanteur Tom Yom's[7]